# Druga bitka za Alpe
Druga bitka za Alpe (francosko: deuxième bataille des Alpes; italijansko: seconda battaglia delle Alpi) je bila vojaška kampanja med združenimi silami Tretjega rajha in Italijanske socialne republike ter ponovno ustanovljene Francoske republike pod vodstvom Charlesa de Gaulla.
Druga bitka za Alpe je bila zadnja bitka v italijanski kampanji.       

## Ozadje
Leta 1943 je francoski general Charles de Gaulle, poveljnik Svobodne Francije, začel načrtovati vojaške napade, s katerim se je nameraval maščevati fašistični Italiji, ki je junija 1940 napadla Francijo po ukazu Benita Mussolinija, medtem ko je bila Francija na robu poraza z Nemčijo med bitko za Francijo. Medtem ko je bil v Alžiru, je de Gaulle začel izdelovati načrt za zasedbo italijanskega ozemlja, ki je predvideval napad na dolino Aoste in zahodni Piemont ter na obalna mesta Ventimiglia in Imperia v Liguriji. 
Cassibilsko premirje je povzročilo razdelitev italijanskega polotoka med Kraljevino Italijo na jugu pod vodstvom kralja Viktorja Emanuela III. in Italijansko socialno republiko na severu, ki jo je vodil Mussolini pod nemškim vplivom. Proti slednji so bile namenjene vse francoske operacije.
Po operaciji Dragoon, zavezniški invaziji na južno Francijo kot del osvoboditve Francije, je zaveznikom do jeseni 1944 uspelo izvesti kampanjo za Alpe.
V začetku leta 1945 je de Gaulle poslal vojake in partizane v pomoč italijanskemu odporu v bližino mesta Aosta, kjer bi lahko zasedel ozemlje 20 km od francosko-italijanske meje, če bi bilo potrebno. General je to storil, da je blizu fronte zbral veliko število vojakov, pripravljenih zavzeti čim več italijanskega ozemlja, od doline Aoste do Ligurije. Razširil je francosko propagando, da bi pridobili podporo prebivalstva med invazijo, vendar se večina italijanskih državljanov ni želela pridružiti Francozom. Francoski vojaki so se poleti 1945 umaknili, razen iz vasi Tende in Brigue, ki sta bili leta 1947 priključeni Franciji v skladu z mirovno pogodbo. Precejšen del italijanskega prebivalstva je zapustil obe vasi, da ne bi prešel pod francosko državo.

## Spopad

### Prelaz Mali sveti Bernard
Francozi so 21. decembra 1944 najprej napadli utrdbo Fort de la Redoute Ruinée, ki je ščitila gorski prelaz Mali sveti Bernard. Med 23. in 31. marcem so drugič napadli utrdbo, vendar sta močan odpor in slabo vreme povzročila neuspeh.
V začetku aprila 1945 sta italijanski 4. polk alpinske divizije Littorio in nemški 100. polk Gebirgsjäger odprla fronto, ki je potekala od Rhêmesa do La Forclaza. 10. aprila so Francozi izvedli vrsto napadov v smeri prelaza Mali sveti Bernard. Med 23. in 25. aprilom so Nemci zapustili svoje položaje na fronti v Aosti. Že 25. aprila so bili Francozi pripravljeni na zasedbo italijanskega ozemlja.
Po končanih bojih okoli Fort de la Redoute Ruinée je 29. aprila zjutraj poveljnik italijanske alpske vojske, podpolkovnik Armando De Felice, ukazal zapustiti vse položaje na ozemlju. Istega dne so Francozi zasedli utrdbo.

### Mont Ceins
Napad na vrh Mont Cenis, italijansko Moncenisio,  pod kodnim imenom Operacija Izard, se je začel 5. aprila. Napad je izvedlo 3000 vojakov 7. polbrigade Chasseurs Alpins, ki jo je vodila 27. alpska divizija pod vodstvom polkovnika Alaina Le Raya, ta pa je bila okrepljena s topništvom iz 1. svobodne francoske divizije.
Operacija se je začela z napadom na nemško opazovalnico na Pointe de Bellecombe, ki so jo dosegli po velikem nočnem vzponu v slabem vremenu. Pozneje istega dne je protinapad prisilil polbrigado Chasseurse, da niso napadli njihovega zaželenega cilja. Glavni cilj Francozov je bila stara utrdba v Mont-Froidu, ki so jo začeli napadati 5. aprila. Francoske sile so jo zavzele po večdnevnih krvavih bojih. Poznejši napad na Fort de la Turra je bil neuspešen, ker so bile številne izkušene čete najete za operacije na alpskem prelazu Authinon. 12. aprila 1945 so nemške in italijanske čete izvedle protinapad, ki je ponovno zavzel utrdbo in pregnal Francoze z gore Mont Cenis.
Neuspeh operacije Izard je Doyenovovim silam povzročil hude posledice, saj je Američane prepričal, da so zadržali nadaljnje vojaške dobave za ofenzivo. Goro Mont Cenis so Francozi ponovno zavzeli šele 27. aprila po umiku sil osi.

### Bitka za Authion
Med 10. in 12. aprilom 1945 so francoske sile zavzele gorski prelaz Authion. Prelaz je branilo več utrdb, ki so jih nadzorovale nemške sile 34. divizije in italijanske divizije Littorio pod vodstvom generala Lieba. Boji so povzročili smrt več kot 200 Francozov in več kot 100 Nemcev.

### Col de Larche
Col de Larche (italijansko Colle della Maddalena) je prelaz, ki povezuje dolino Ubaye v Franciji z dolino Stura v Italiji. Branilo ga je več francoskih utrdb: Maginot, Ouvrage Roche-la-Croix, Ouvrage Saint Ours Haut in Ouvrage Saint Ours Bas, a vse te utrdbe so med drugo svetovno vojno nadzorovali Nemci in Italijani. 
Napad so 22. aprila izvedle francoske sile, vključno z enotami 159., 99. in 141. alpskega pehotnega polka ter 5. vojaškega polka s podporo letalstva ter 1. svobodne francoske divizije. Po močnem artilerijskem obstreljevanju so francoske sile zavzele vas Larche, pri tem pa so poškodovale utrdbe v njeni okolici in do večera je Roche la Croix po krajšem boju padel. 23. aprila je bilo ugotovljeno, da je Saint-Ours Haut zapuščen in so ga francoske čete zavzele brez boja med nevihto, kar je zelo otežilo njihovo nalogo. Nasprotno je bilo treba Saint Ours Bas napasti in so ga zavzeli šele naslednjega dne. Ostale utrdbe so bile že opuščene. Boji na tem območju so Francoze stali 15 smrtnih žrtev in 38 ranjenih, medtem ko je nemški okupator utrpel 34 smrtnih žrtev in 150 ranjenih.

## Kriza v Val d'Aosti
Britanski feldmaršal Harold Alexander, ki je poveljeval zavezniškim silam v Sredozemlju, je na severu vzpostavil vojaško administracijo, kot so predvidevali zavezniški načrti. Ti so dovoljevali francoski prodor v Italijo do največ 30 kilometrov čez mejo, vendar so nekatere čete ponekod to pravilo prekršile in so čez mejo v Italijo prodrle veliko dlje. Po koncu vojne je general Aleksander ukazal generalu Paul-Andréju Doyenu, naj umakne svojo Armée des Alpes na predvojne položaje, vendar je general po ukazu predsednika de Gaulla to zavrnil in zagrozil, da bo nastopil proti zavezniški vojaški administraciji Doline Aoste.  
Ameriški predsednik Harry Truman se je obrnil neposredno na de Gaulla in ga opozoril, da v danih okoliščinah nima druge izbire, kot da prekine oskrbo francoske vojske z vojaškimi sredstvi, vendar da bo še naprej zagotavljal dostave živil. Francoski general Juin je naslednji dan prispel v štab generala Aleksandra, da bi razjasnil nesporazum. Dogovorjeno je bilo, da se bodo Francozi nemudoma umaknili iz Doline Aoste in Suse, vendar pa da bodo ostali v Tendi in La Brigui, ker bi njihov umik iz teh dveh vasi hudo okrnil moralo bojevnikov.

## Posledice
Francoske čete, ki so v veliki meri prezrle zavezniško omejitev prodiranja v Italijo, so zapustile Ventimiglio šele mesec dni pozneje. 
De Gaulla so podpirali tako Britanci kot tudi Američani, vendar Francija po vojni ni prispevala k zavezniški obnovi Italije. Poleg tega so italijanske demokratične stranke postale razočarane nad de Gaullom in so ga obtožile, da je poskušal uveljaviti potencialno francosko vodstvo v kasnejših francosko-italijanskih odnosih. De Gaullove načrte o priključitvi ozemlja doline Aoste, Piemonta in Ligurije so bile sicer neuspešne, vendar konec vojne ni izbrisal spomina na francosko napadalnost.
Po pariških mirovnih pogodbah leta 1947 med novima vladama Francije in Italije so bile izvedene nekatere spremembe na francosko-italijanski meji, kar velja kot kazen Italiji zaradi pridružitve silam osi leta 1940, vendar je bila meja med Francijo in Italijo le rahlo spremenjena v korist Francije, večinoma na nenaseljenih alpskih območjih (razen v vaseh Tende in La Brigue), tako da potek meje ostaja večinoma enak kot leta 1860.